# Federal Home Loan Banks

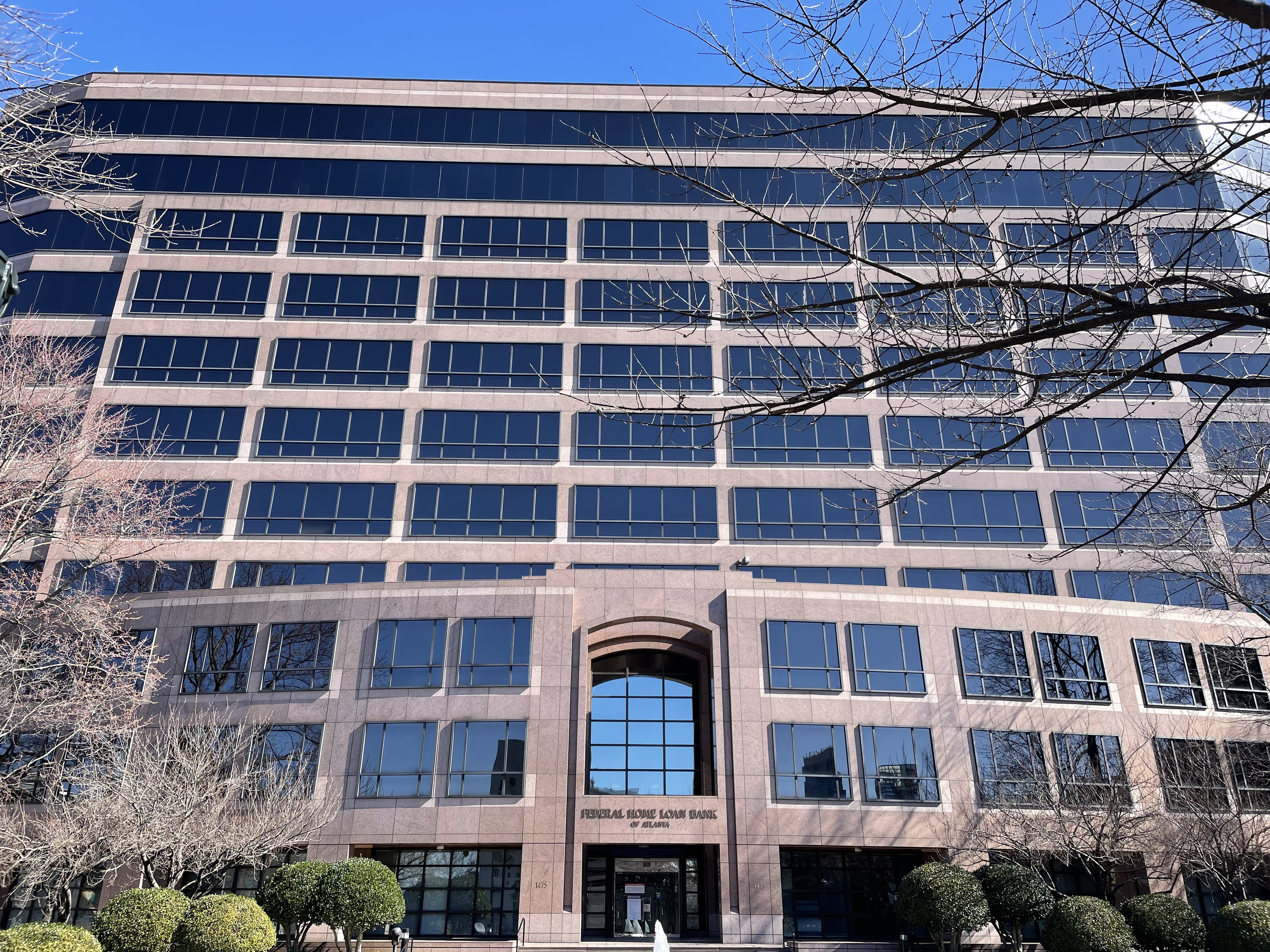
Federal Home Loan Banks (Atlanta)

Les Federal Home Loan Banks sont un ensemble de 12 banques régionales parapubliques faisant à pousser les institutions financières à prêter.

## Histoire
Elles ont été créées en 1932, à la suite de la crise de 1929.
En juillet 2014, la Federal Home Loan Bank de Des Moines et la Federal Home Loan Bank de Seattle annoncent leur intention de fusionner.